# المنهر (بني مطر)

تعديل مصدري - تعديل

المنهر هي إحدى قرى عزلة بني قيس بمديرية بني مطر التابعة لمحافظة صنعاء، بلغ تعداد سكانها 35 نسمة حسب تعداد اليمن لعام 2004.